# فياليتشكا
ڤياليتشكا Wieliczka [vʲɛˈlʲit͡ʂka] مدينة تقع في منطقة كراكوف جنوبي بولندا، وهي تجمع حضري بلغ عدد سكانها 19,128 عام 2006، وقد انضمت لمحافظة بولندا الصغرى عام 1999.
بينما كانت تتبع سابقاً لمنطقة كراكوف فويفودشيب بين عامي 1975 و1998. أنشأ المدينة الدوق بريزميز الثاني عام 1290.

## توأمة
لفياليتشكا اتفاقيات توأمة مع كل من:
- برغكامن
- Saint-André-lez-Lille [الإنجليزية]‏
- سستو فيورنتينو
- Litovel [الإنجليزية]‏

## أعلام
- أرتور سزبيلكا